# Cầu thủ xuất sắc nhất năm 2002 của FIFA
Giải thưởng Cầu thủ xuất sắc nhất năm 2002 của FIFA được trao cho cầu thủ Ronaldo. Đây cũng là lần thứ 3 anh vinh dự nhận giải thưởng này.

## Kết quả

### Nam
| Xếp hạng | Cầu thủ         | Điểm | Câu lạc bộ                       |
| -------- | --------------- | ---- | -------------------------------- |
| 1        | Ronaldo         | 384  | Inter Milan → Real Madrid        |
| 2        | Oliver Kahn     | 171  | Bayern Munich                    |
| 3        | Zinedine Zidane | 141  | Real Madrid                      |
| 4        | Roberto Carlos  | 113  | Real Madrid                      |
| 5        | Rivaldo         | 92   | FC Barcelona → AC Milan          |
| 6        | Raúl            | 90   | Real Madrid                      |
| 7        | Michael Ballack | 82   | Bayer Leverkusen → Bayern Munich |
| 8        | David Beckham   | 51   | Manchester United                |
| 9        | Thierry Henry   | 38   | Arsenal F.C.                     |
| 10       | Michael Owen    | 34   | Liverpool F.C.                   |

### Nữ
| Xếp hạng | Cầu thủ            | Điểm |
| -------- | ------------------ | ---- |
| 1        | Mia Hamm           | 161  |
| 2        | Birgit Prinz       | 96   |
| 3        | Tôn Văn            | 58   |
| 4        | Tiffeny Milbrett   | 45   |
| 5        | Marinette Pichon   | 42   |
| 6        | Christine Sinclair | 38   |
| 7        | Steffi Jones       | 19   |
| 8        | Hege Riise         | 17   |
| 9        | Sissi              | 14   |
| 10       | Bạch Cát           | 13   |
| 11       | Hanna Ljungberg    | 11   |
| 12       | Kristine Lilly     | 10   |
| 12       | Katia              | 10   |